# KkStB 278
Die kkStB 278 war eine Tenderlokomotivreihe der k.k. Staatseisenbahnen Österreichs (kkStB) für den Lokalbahnverkehr.
Die kkStB 278 war die Heißdampfvariante der Reihe 178.
Die kkStB beschaffte sie von 1909 bis 1911 nur in einer Anzahl von acht Stück bei Krauss in Linz.
Die ersten beiden Maschinen waren für die Bukowinaer Lokalbahnen, die dritte für die Lokalbahn Tarnopol–Zbaraz bestimmt.
Die einfach eingerichteten Heizhäuser bevorzugten die Nassdampfmaschinen, sodass die Reihe 278 im Vergleich zur Reihe 178 nur in geringer Zahl beschafft wurde.
Nach dem Ersten Weltkrieg kamen die Lokomotiven dieser Reihe zur CFR und nach Polen als PKP TKp12.
1939 ordnete die Deutsche Reichsbahn die polnischen Maschinen in die Reihe 92.28 ein.